# Ross Cairns McCay
Sir Ross Cairns McCay, britanski general, * 1895, † 1969.